# 環境史
環境史，簡而言之，就是由生態學的知識基礎，探討在歷史時間的架構下，人類行為和自然環境的互動關係與變遷。故環境史家在界定其研究內容時，都認為它不僅討論人類本身的問題，還探討人與自然環境的關係。

## 環境史的內涵
整體內涵，可由2部分加以分析:
- 範圍--環境史家試圖擴大傳統史學的研究範疇，使之超越階級、性別、種族等議題，進而深入地往下探索，直觸地球本身，以之作為歷史研究的目標。因此研究的範圍，由19世紀的國會機構和工業機制的運作等題材，轉移到以田野、森林與空氣等等為對象。
- 觀念--揚棄傳統上「人類經驗與自然限制無關」的假設，基本觀點認為:人類並非是超自然的神奇物種，因為過去的行為而造成的生態後果，已不容人類忽視。換言之，環境史家認為，人類必須擺脫往昔的幼稚和無知，需要以「全球性」的生態觀，作為人類行為的指標依據。這種思考的具體實踐，就是環境史的研究架構的產生。

## 著名環境史學者
- 克羅斯比 （页面存档备份，存于）
- Richard Hugh Grove